# Cícero Santos
Cícero Santos (Castelo, 26 agosto 1984) è un ex calciatore brasiliano, di ruolo centrocampista.

## Carriera
In precedenza aveva militato nel Bahia, nella Figueirense, nella Tombense e nel Fluminense, sempre in Brasile.
Dopo 5 anni in prestito tra Brasile e Germania firma un contratto biennale con il San Paolo il 3 luglio 2011 e lascia definitivamente la Tombense
Gennaio 2013 lascia il San Paolo. Rimasto svincolato, firma un contratto con il Santos.

## Palmarès

### Competizioni statali
- Campionato Gaucho: 1

Grêmio: 2018

### Competizioni nazionali
- Coppa del Brasile: 1

Fluminense: 2007

### Competizioni internazionali
- Coppa Sudamericana: 1

San Paolo: 2012
- Coppa Libertadores: 1

Grêmio: 2017
- Recopa Sudamericana: 1

Grêmio: 2018